# Weifberg
Weifberg (česky doslovně Motovidlový vrch) je vrch s nadmořskou výškou 478 m nacházející se asi 1 km severně od saské vsi Hinterhermsdorf, která je místní částí velkého okresního města Sebnitz v zemském okrese Saské Švýcarsko-Východní Krušné hory. Přibližně 600 m severním směrem se nachází hraniční přechod do Mikulášovic.

## Přírodní poměry
Vrch se nachází v oblasti Saského Švýcarska, geomorfologicky náleží k německé části Šluknovské pahorkatiny (Lausitzer Bergland) a její mesogeochoře Jihozápadní hornolužická vrchovina (Südwestliches Oberlausitzer Bergland). Podloží tvoří především střednězrnný lužický granodiorit, který doplňují rumburská žula a žíla bazaltoidu. Půdní pokryv tvoří podzolová kambizem, kterou při severním úpatí střídá glej. Severně od vrchu protéká Heidelbach, nazývaný na české straně Strouha, který je pravostranným přítokem Křinice. Vrch tak náleží k povodí Labe a úmoří Severního moře. Weifberg je zalesněný, v porostu převládá monokultura smrku ztepilého (Picea abies). Celý kopec se nachází v Chráněné krajinné oblasti Saské Švýcarsko. Po jeho západním svahu prochází Stará mikulášovická silnice (Alte Nixdorfer Straße).

## Historie
Název vrchu je odvozen od zpracovávání lnu, jež bylo v okolí rozšířené. Místní tkalci v rybnících na úpatí kopce máčeli a následně na slunci vysoušeli lněnou přízi upevněnou na motovidlu, které se místně nazývalo Weife. Pastor Wilhelm Leberecht Götzinger (1758–1818) ve svém vlastivědném díle Schandau und seine Umgebungen oder Beschreibung der sogenannten Sächsischen Schweiz z roku 1804 doporučuje návštěvu tehdy ještě nezalesněného vrchu členěného lány polí, z nějž byl výborný výhled do okolí. V následujících letech začali vrch postupně vyhledávat turisté. Roku 1882 chtěl hinterhermsdorfský horský spolek na vrcholu postavit rozhlednu, nesehnal však dostatek finančních prostředků (z plánovaných 700 marek získal pouze 200). V 50. letech 20. století zřídila na Weifbergu pohraniční policie strážní věž, která však nebyla veřejnosti přístupná.

## Rozhledna
Dřevěná rozhledna nazývaná Weifbergturm byla předána do užívání 2. listopadu 2000. Věž má čtyři poschodí, celkem 173 schodů a vyhlídková plošina se nachází ve výšce 32,4 m. Celková výška rozhledny dosahuje 36,9 m a průměru 6,4 m. Vedle věže stojí dřevěný přístřešek. Roku 2015 bylo zjištěno, že množství dřevěných částí věže je značně poškozeno. Rekonstrukce rozhledny probíhala od května do září roku 2018. Rozpočet akce byl 357 000 €, přičemž 85 % nákladů hradilo saské ministerstvo hospodářství. Vedle vyrostlo nové odpočívadlo pro turisty a hrací sestava pro mládež.

## Výhled
Vyhlídková plošina poskytuje výhled na Saské i České Švýcarsko s vrcholy Großer Winterberg, Königstein a Lilienstein. Severním směrem se rozkládá Šluknovská pahorkatina s viditelným vrchem Czorneboh, jihovýchodně Lužické hory s výraznými vrchy jako Jedlová, Luž a Studenec. Při velmi dobré viditelnosti sahá výhled až k Jizerským horám a Krkonoším. Výhledu na jih dominuje Růžovský vrch a dále Milešovka v Českém středohoří. Na jihozápadě jsou dobře zřetelné východní Krušné hory s Kahlebergem, na západě Triebenberg a na severu a severozápadě Hraniční vrch, Wachberg, Ungerberg a Tanečnice.

## Galerie

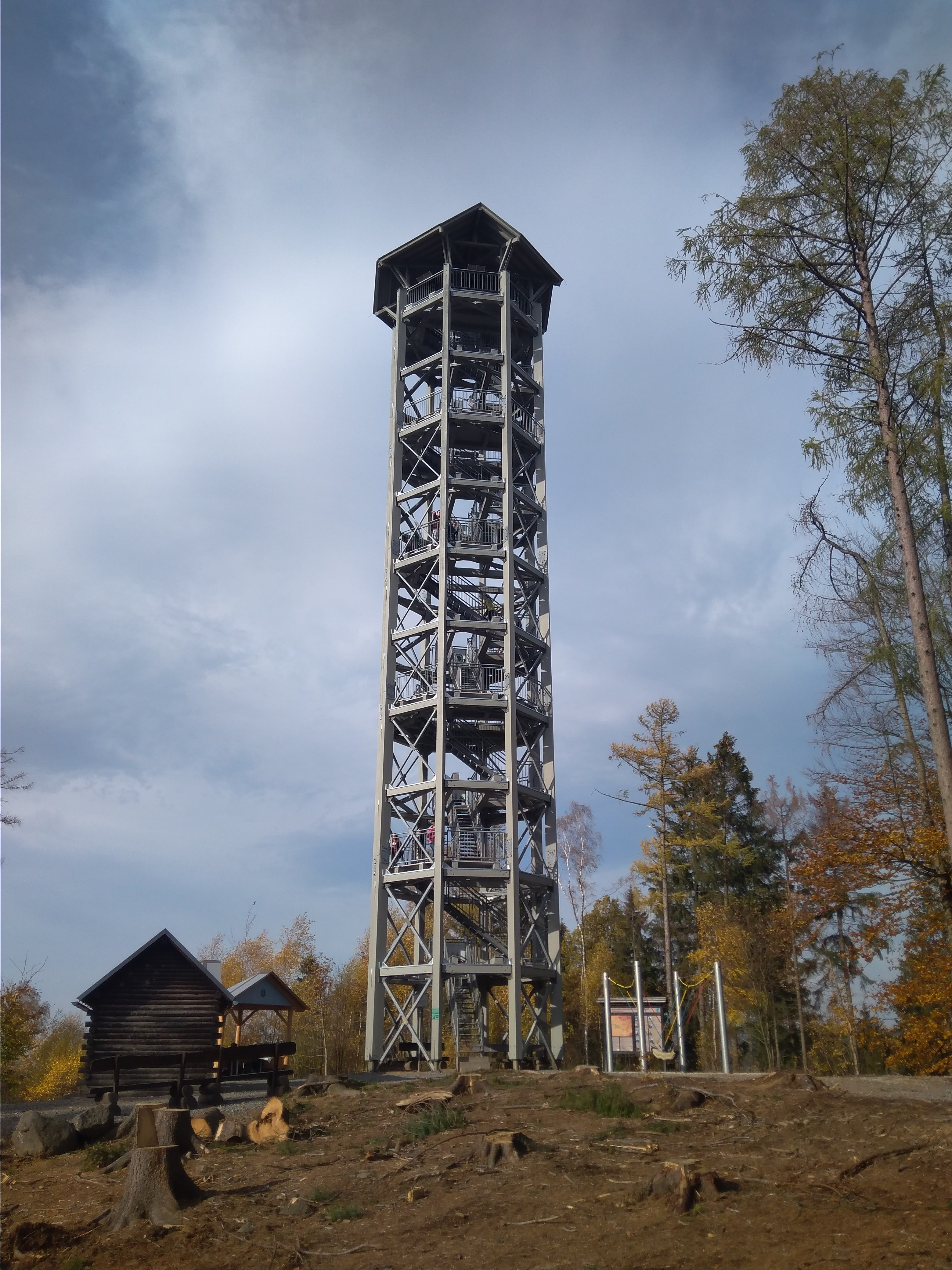
Rozhledna po rekonstrukci (2018)
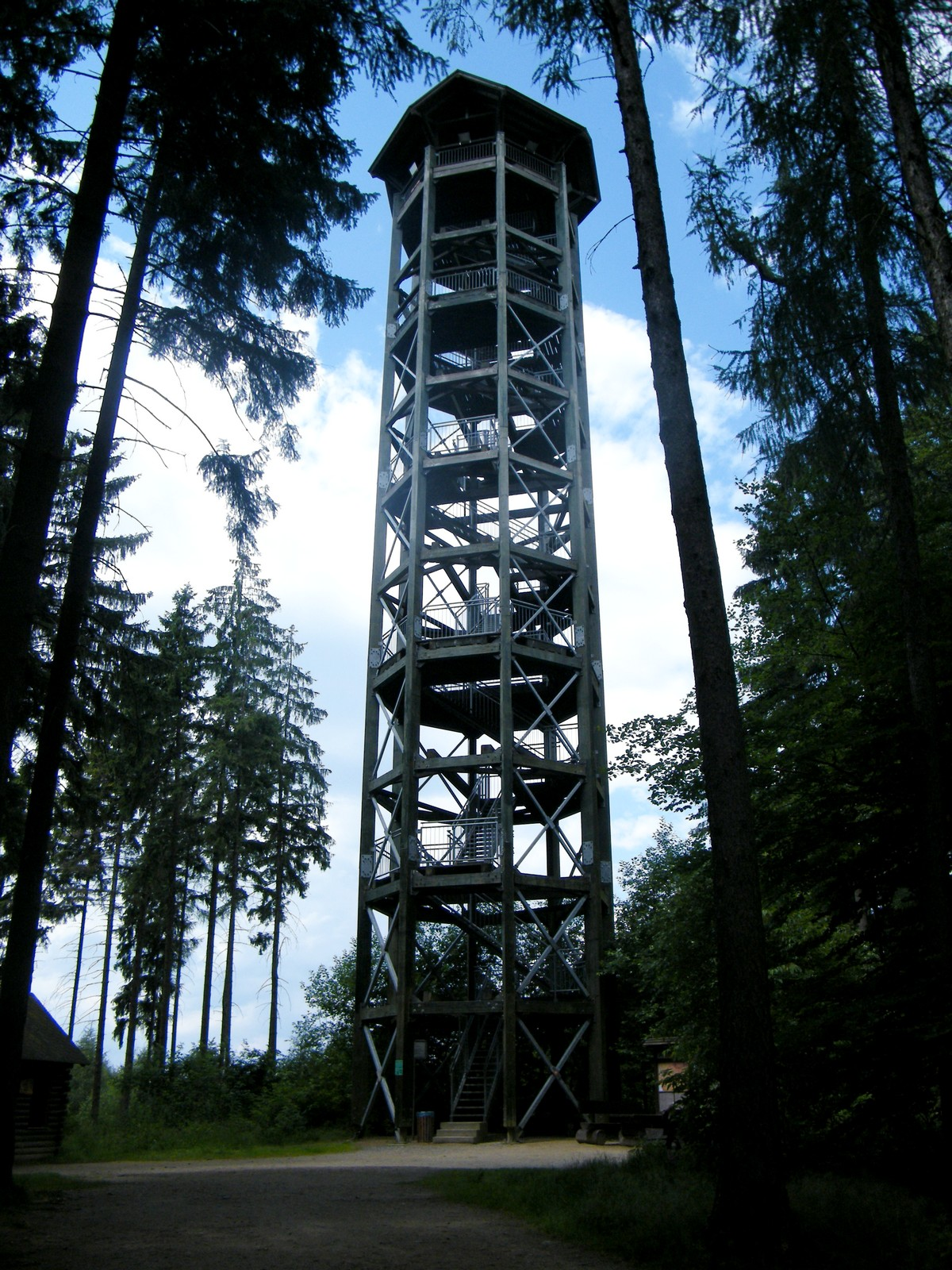
Rozhledna před rekonstrukcí
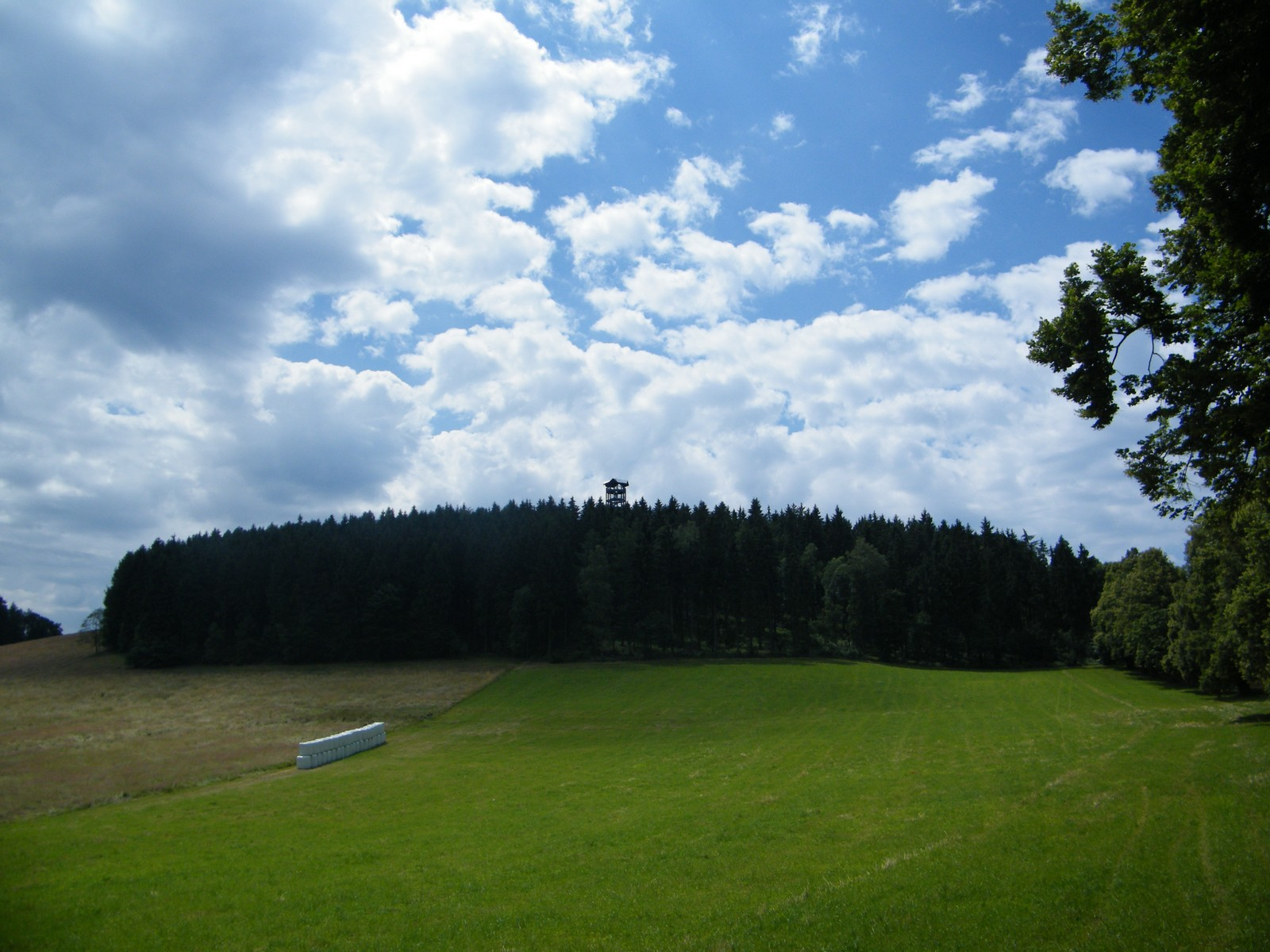
Pohled od českých hranic
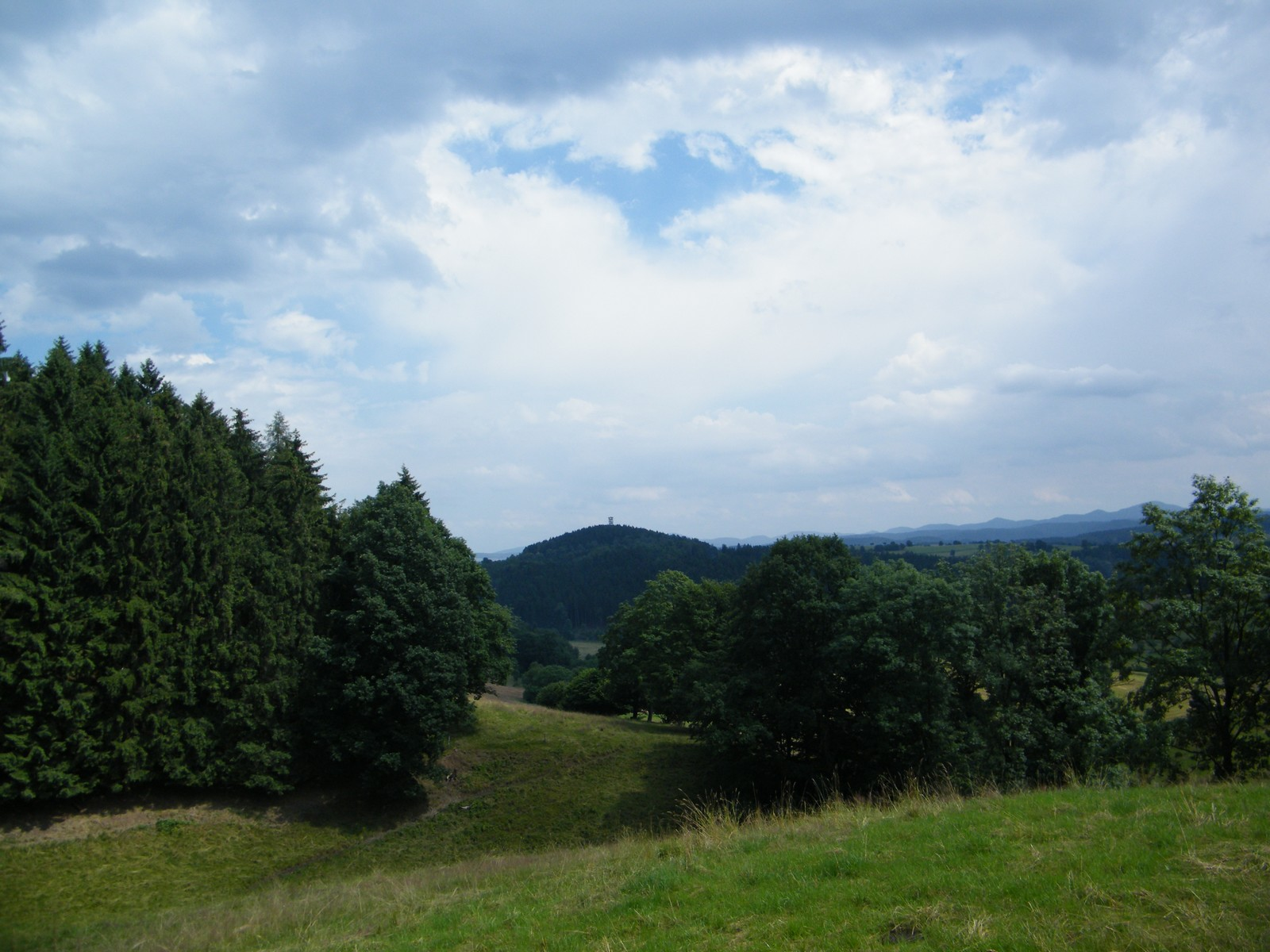
Pohled od Saupsdorfu
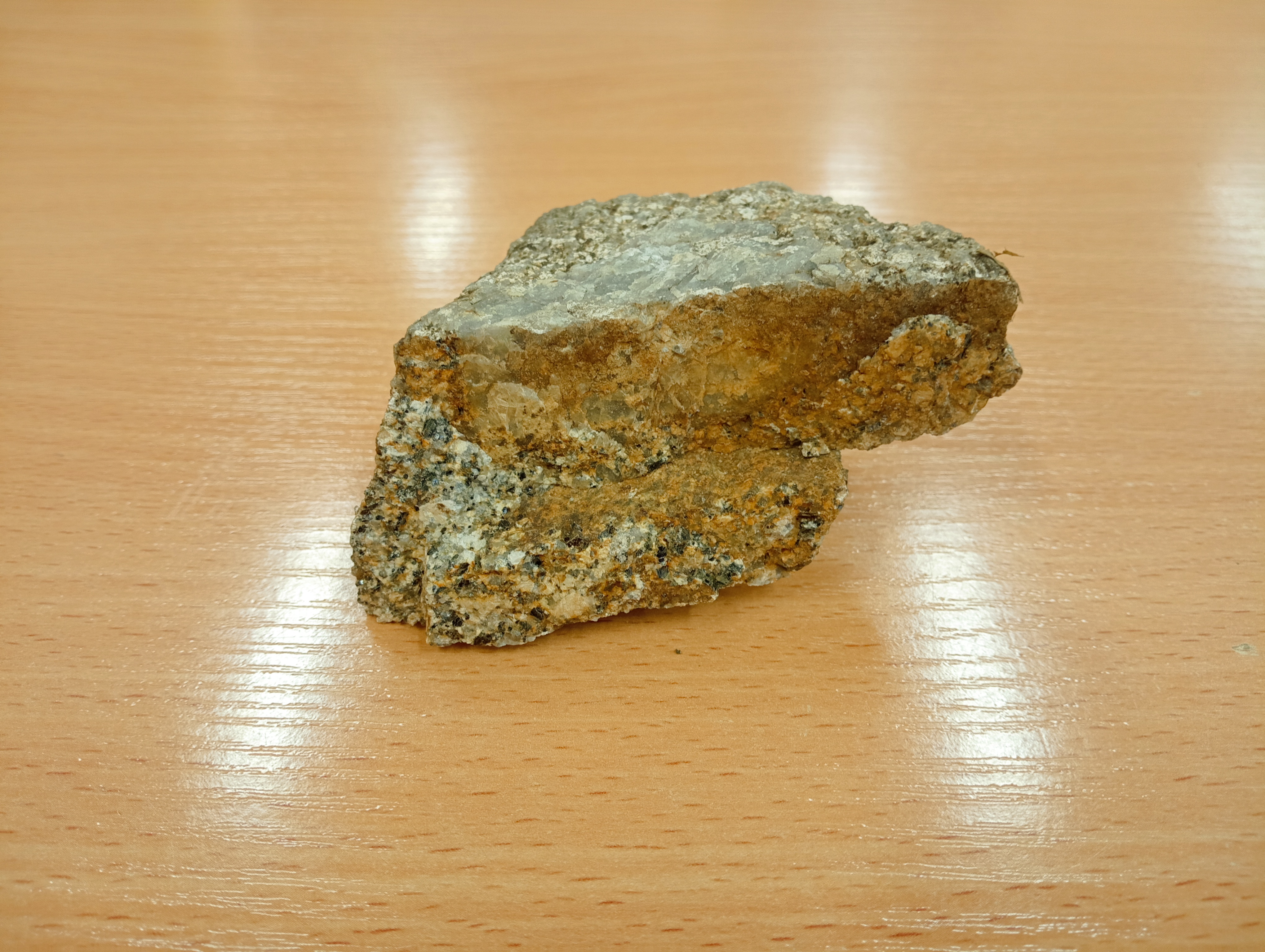
Lužický granodiorit zvětralý
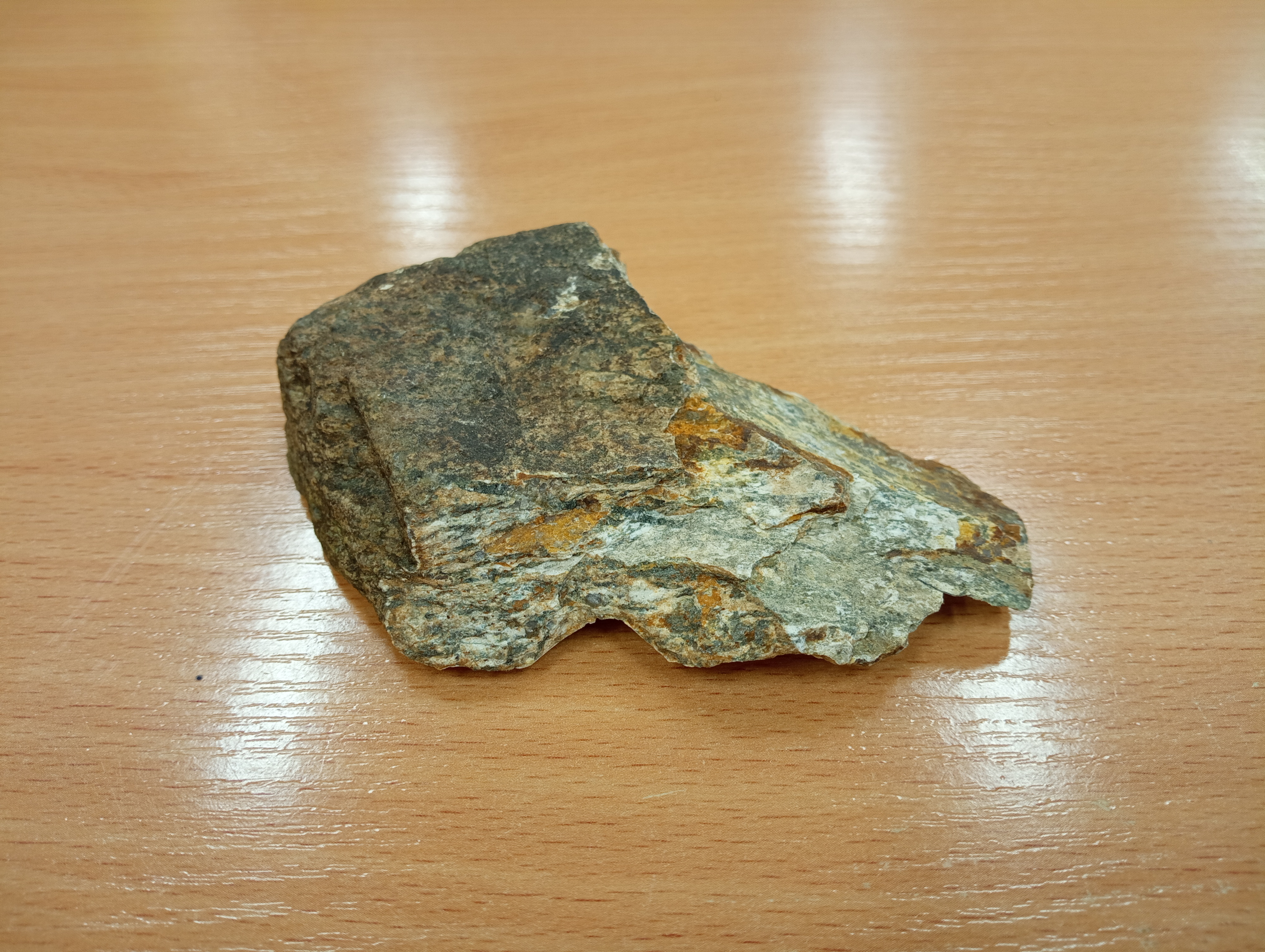
Rumburská žula hrubozrnná
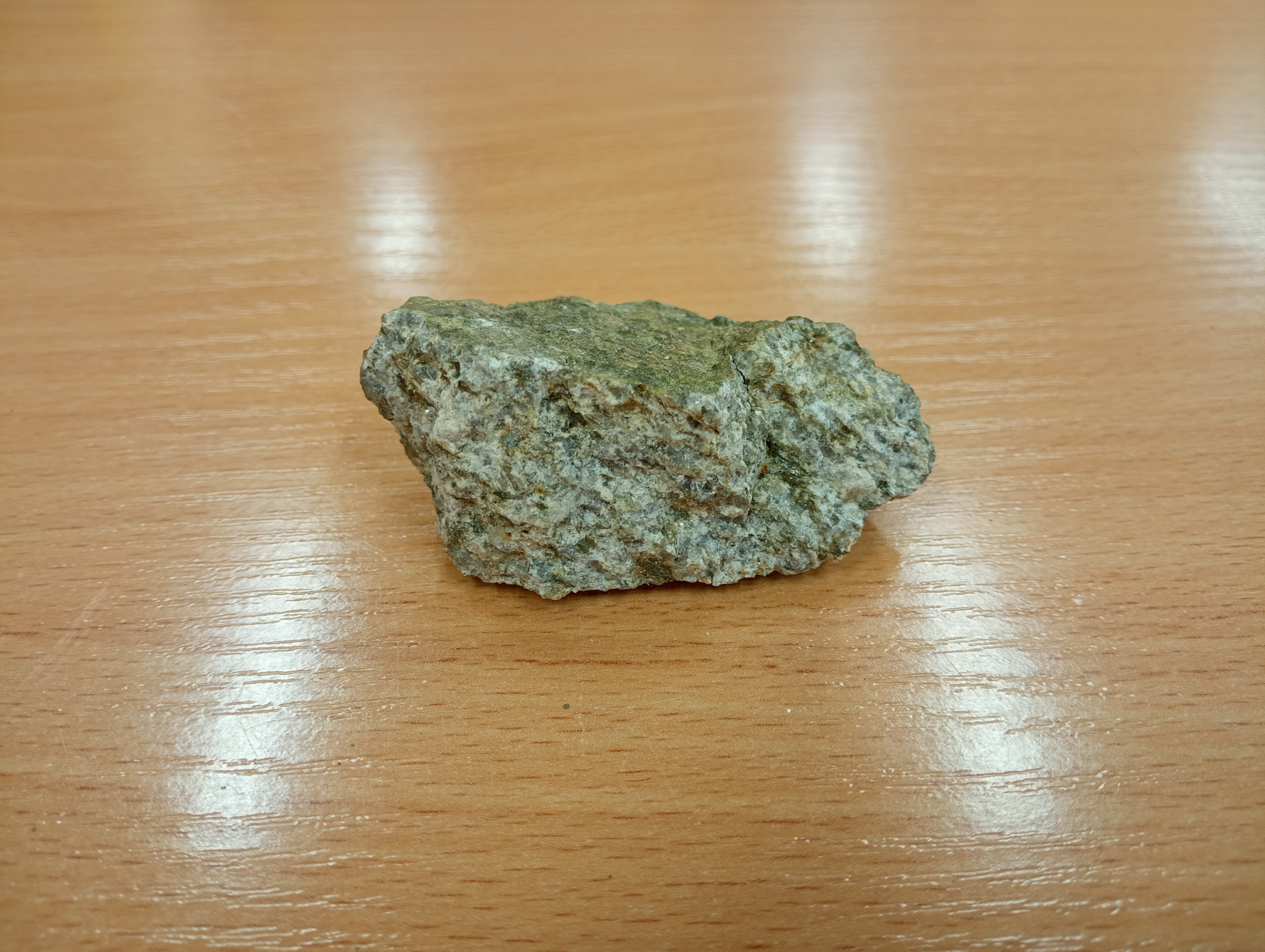
Rumburská žula drobnozrnná
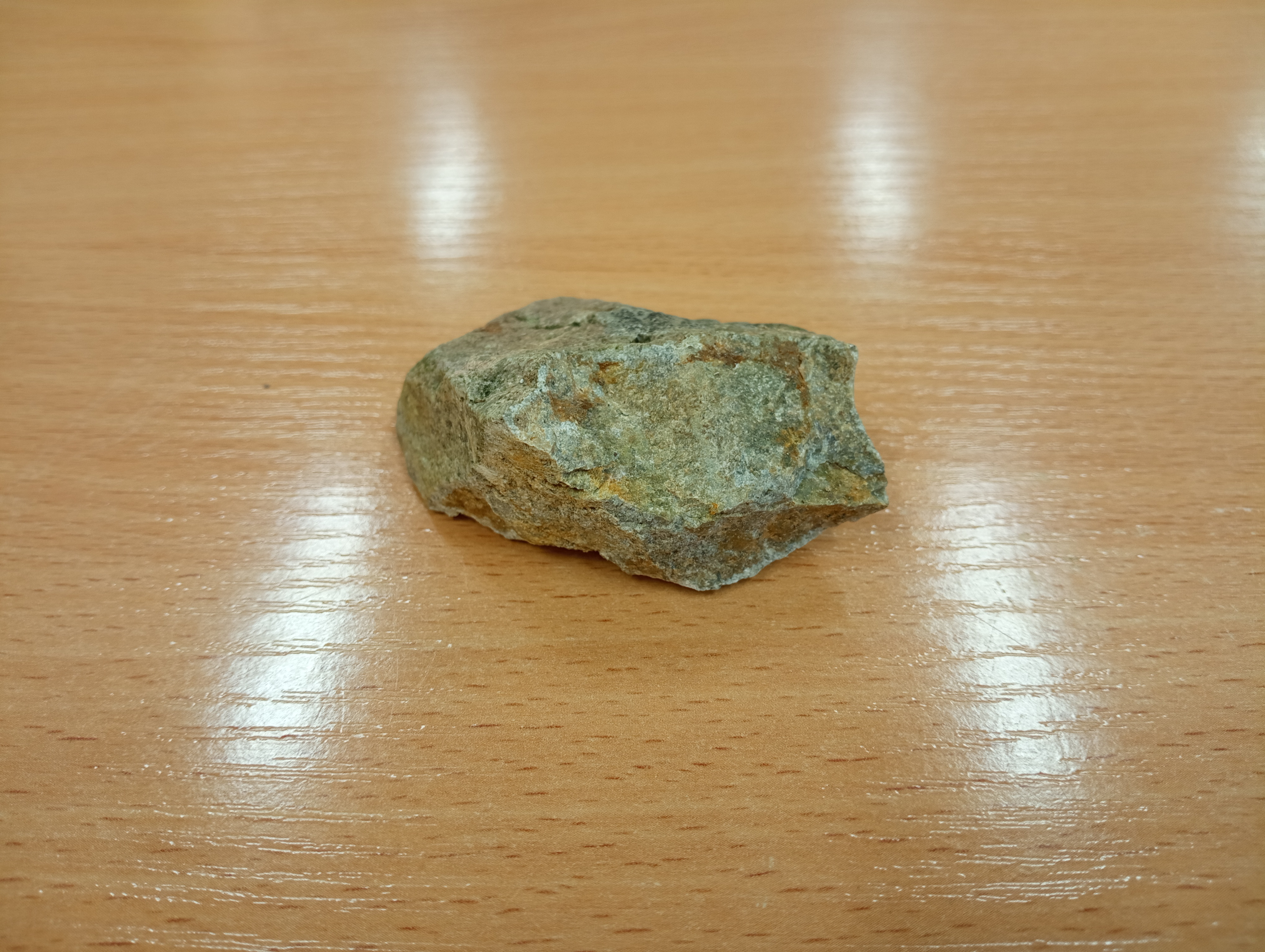
Granitový porfyr
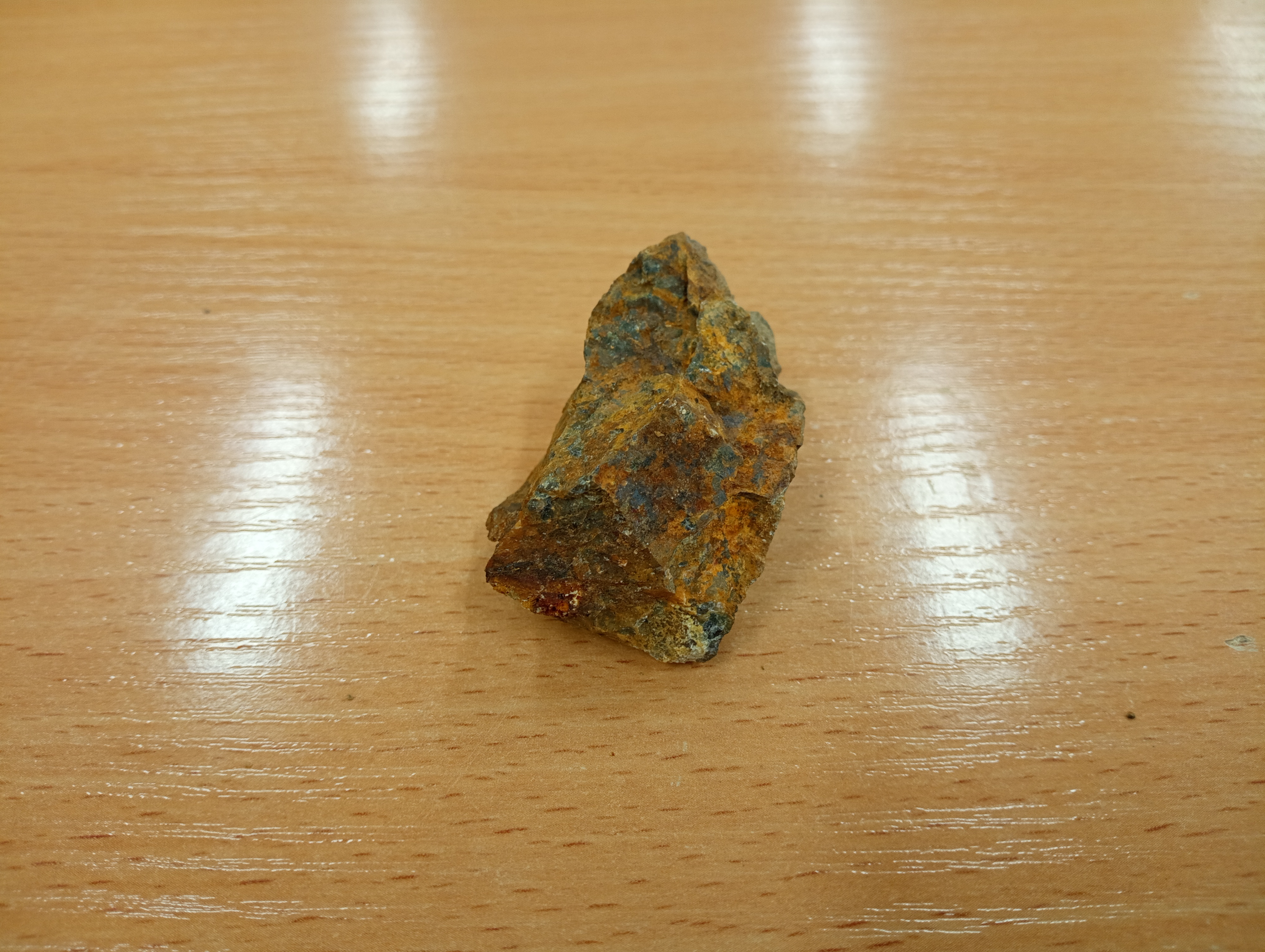
Nerozlišený bazaltoid s rudou železa
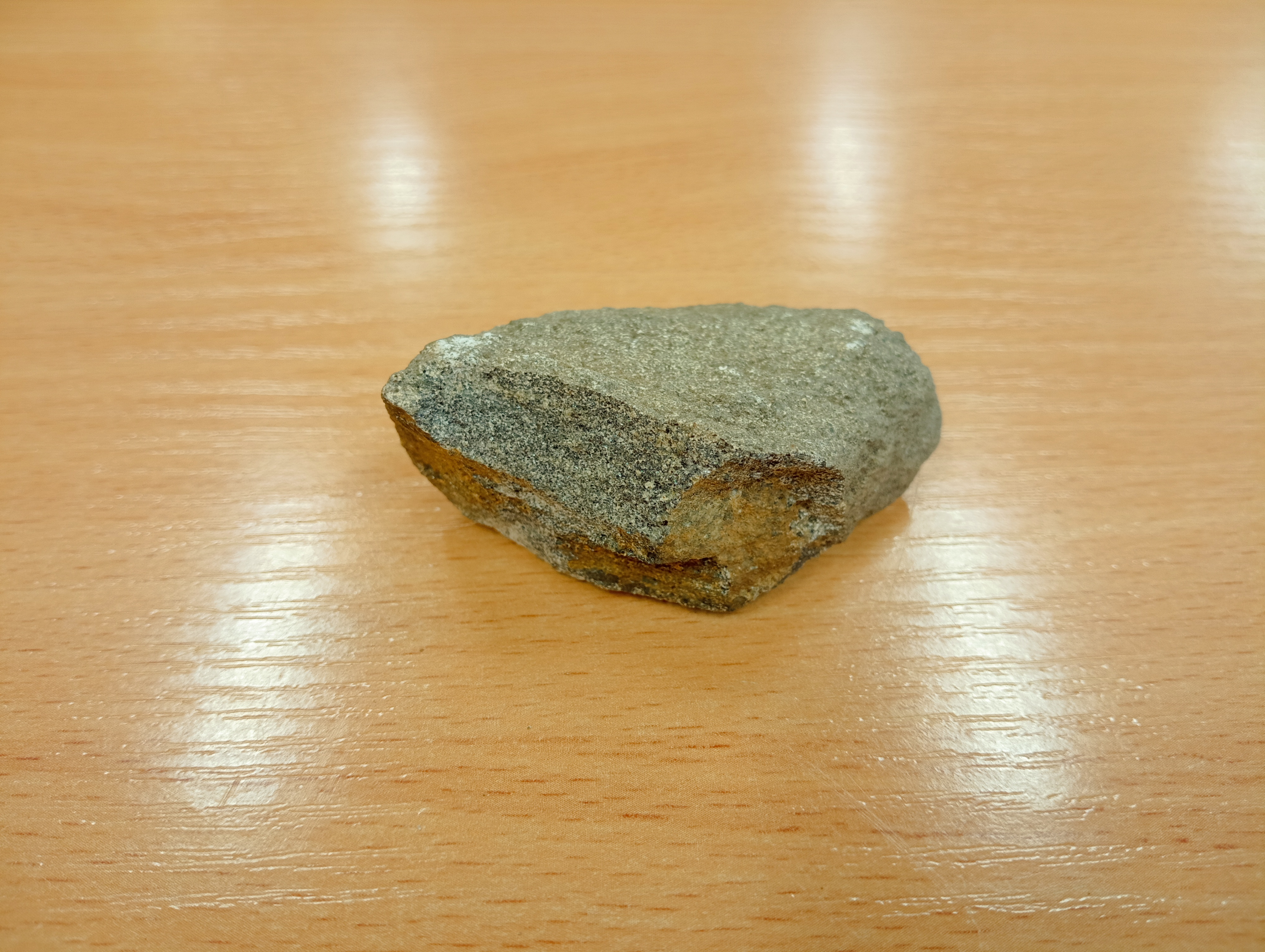
Drobová rula
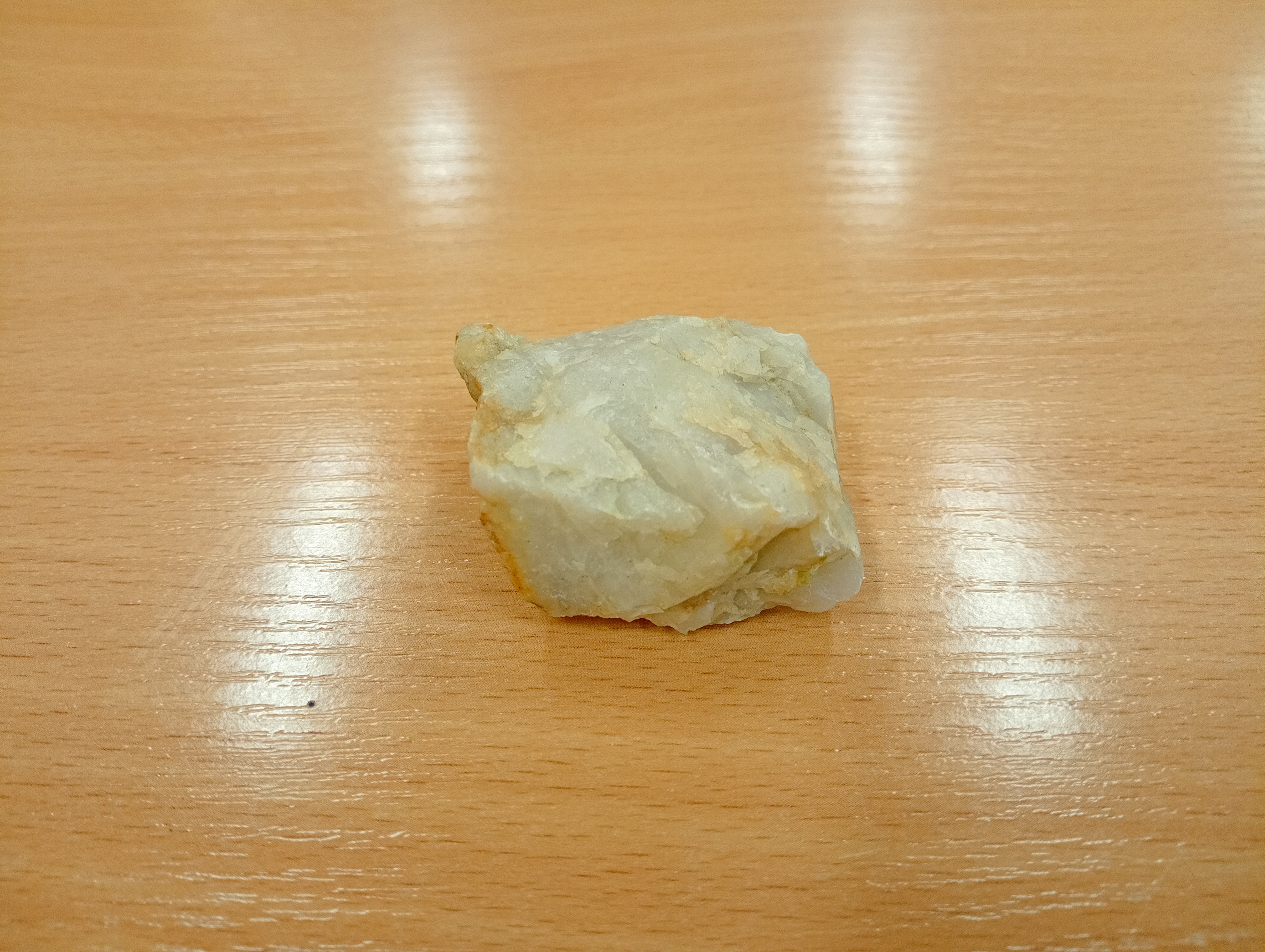
Křemen